# علاقات السودان وجنوب السودان
العلاقات السودانية وجنوب السودان تشير إلى العلاقات الثنائية بين السودان وجنوب السودان.

## ما بعد الانفصال
في 7 أبريل 2011 اجتمع الرئيس السوداني عمر البشير ورئيس حكومة جنوب السودان ورئيس حكومة جنوب السودان سلڤاكير ميارديت في جوبا عددا من الموضوعات العالقة بين الشمال والجنوب. وأقرا البدء في تنفيذ ما تم الاتفاق عليه بشأن الوضع الأمني في منطقة أبيي المتنازع عليها اعتبارا من تاريخه. وخلص الاجتماع الرئاسي الذي انعقد بحضور الوسيط الأفريقي ثابو مبيكي، إلى ضرورة تفعيل الاتفاقيات السابقة. وتناول الاتفاق ما يتصل بسحب قوات الجيش الشعبي التابع للجنوب من المنطقة وفتح مسارات العرب الرحل.
والنزاع بشأن أبيي من أكثر الملفات التي من المرجح أن تشعل من جديد صراعا استمر عقودا بين شمال السودان وجنوبه. وكانت تقارير لمؤسسة إيناف پروجكت المتابعة للأوضاع في السودان أشارت إلى أن الجيش السوداني حشد أسلحة ثقيلة ومروحيات هجومية ودبابات قرب الحدود مع أبيي. من جهته نفى المتحدث باسم الجيش السوداني العقيد الصوارمي خالد وجود قوات للجيش داخل أبيي، مؤكدا أن الجيش حر في نشر قواته طبقا لما يراه مناسبا في القاعدة ما دامت تقع في الشطر الشمالي. ويقول نشطاء ومسؤولون بالأمم المتحدة إن الشمال والجنوب يقومان بحشد القوات في المنطقة وتزويدها بالسلاح مثل القذائف الصاروخية والمدافع الرشاشة.

### قضايا الحدود
في 18 سبتمبر 2011 وقع السودان وجنوب السودان اتفاقا بشأن أمن الحدود وهي أول مرة يوقع فيها البلدان اتفاقا بشأن الحدود التي يسودها التوتر منذ إعلان استقلال جنوب السودان في يوليو 2011. وصرح وزير الدفاع السوداني عبد الرحيم محمد حسين أنه سيتم إنشاء عشرة معابر حدودية داخل منطقة منزوعة السلاح على جانبي الحدود التي تمتد لمسافة 2000 كيلومتر.
وسيراقب نحو 300 فريق مشترك تدعمهم قوات حفظ السلام الإثيوبية المنطقة العازلة التي سيسحب منها الجانبان قواتهما. وقال حسين ان الإثيوبيين يراقبون بالفعل وقفا لإطلاق النار في منطقة أبيي الحدودية المتنازع عليها والتي استولت عليها الخرطوم في مايو ايار.